# Institut National des Recherches Agricoles du Bénin
Das Institut National des Recherches Agricoles du Bénin (INRAB, deutsch wörtlich Nationales Institut für Agrarforschung von Benin) ist eine öffentliche Einrichtung wissenschaftlicher und technologischer Art des westafrikanischen Landes Benin.

## Hintergrund
Das Forschungsinstitut wurde per Dekret Nr. 92-182 vom 6. Juli 1992 ins Leben gerufen und löste die bis dahin bestehende vergleichbare Einrichtung Direction de la Recherche Agronomique (DRA, deutsch: Direktion für Agrarforschung) ab. Das INRAB ist die einzige nationale Institution, die sich mit Agrarforschung in Benin befasst. Sie verfügt über eine eigene Rechtspersönlichkeit und untersteht dem Ministerium für Landwirtschaft, Viehzucht und Fischerei (MAEP, Ministere de l'Agriculture, de l'Élevage et de la Pêche).

## Aufgaben
Die Hauptaufgabe der Einrichtung besteht darin, Technologien für den ländlichen Raum im Einklang mit der Erhaltung der natürlichen Ressourcen zu produzieren und so zum Fortschritt der Wissenschaft beizutragen. Entsprechend konzentriert sich die Aktivität auf die Bereiche Pflanzen-, Tier-, Fisch- und Forstproduktion sowie Klimawandel. Auch die Erstellung von Studien und politischen Analysen, Ausbildung sowie Dienstleistungen und Beratung gehören zum Aufgabenprofil. Die untersuchten Themen gehören u. a. Fruchtbarkeit, Düngung, Pflanzenschutz, wirtschaftliche und finanzielle Rentabilität sowie forstwirtschaftliche Forschung. Das INRAB setzt Maßnahmen hauptsächlich in Form sektoraler und regionaler Programmen durch, die vom Verwaltungsrat des Instituts und dem Comité National de la Recherche Agricole, dem Nationalen Komitee für Agrarforschung, verabschiedet werden.

## Leitung des Instituts
Das Institut wird von einem Direktor geleitet. Erster Amtsinhaber war Moïse Houssou, der diese Position bereits ab 1991 beim Vorgänger DRA hielt. David Y. Arodokoun wurde fünf Jahre nach seinem ersten Mandat ein zweites Mal berufen und seit 2018 steht Adolphe Adjanohoun an der Spitze der Einrichtung.
- 1992–1999: Moïse Houssou
- 1999–2002: Jean Detongnon
- 2002–2006: David Y. Arodokoun
- 2006–2010: Dr. Narcisse Djegui
- 2010–2011: Delphin O. Koudande
- 2011–2016: David Y. Arodokoun
- 2016–2018: Patrice Igué Adegbola
- seit 2018: Adolphe Adjanohoun